# Poul Dalsager
Poul Christian Dalsager (ur. 5 marca 1929 w Hirtshals, zm. 2 maja 2001 w Hjørring) – duński polityk i samorządowiec, deputowany, w latach 1975–1978 i 1979–1981 minister, w latach 1981–1985 członek Komisji Europejskiej.

## Życiorys
Syn rolnika i robotnika Frederika Dalsagera oraz Carli Johanne Svendsen. Po ukończeniu szkoły w 1945 odbył kurs dla urzędników bankowych, pracował następnie w wyuczonym zawodzie. Zaangażował się w działalność polityczną w ramach Socialdemokraterne, działał w jej młodzieżówce jako jej przewodniczący w regionie Vendsyssel. Kierował strukturami socjaldemokratów w Hjørring. Od 1959 do 1962 był także radnym tego miasta. W 1964 po raz pierwszy wybrany do Folketingetu, mandat poselski sprawował do 1981. Był dwukrotnie delegatem do Zgromadzenia Ogólnego ONZ, a od 1973 do 1974 do Parlamentu Europejskiego (objął funkcję jego wiceprzewodniczącego). Był także członkiem zarządu Duńskiego Banku Narodowego i konfederacji związków zawodowych LO.
Od lutego 1975 do sierpnia 1978 pozostawał ministrem rolnictwa w drugim rządzie Ankera Jørgensena (do lutego 1977 odpowiadał także za rybołówstwo). Od października 1979 do stycznia 1981 ponownie pełnił funkcję ministra rolnictwa i rybołówstwa w czwartym gabinecie tegoż premiera. Na początku 1981 został członkiem Komisji Europejskiej Gastona Thorna (w miejsce zmarłego Finna Olava Gundelacha). Odpowiadał w niej za rolnictwo, rozwój wsi, gospodarkę morską i rybołówstwo, pozostał jej członkiem do 1985. Po zakończeniu kadencji powrócił do lokalnej polityki, od 1986 był radnym, a od 1990 do 1995 burmistrzem miejscowości Hjørring. Zrezygnował ze stanowiska z uwagi na stan zdrowia.
Od 1951 był żonaty z Betty Birgitte Jørgensen.